# Harrespil

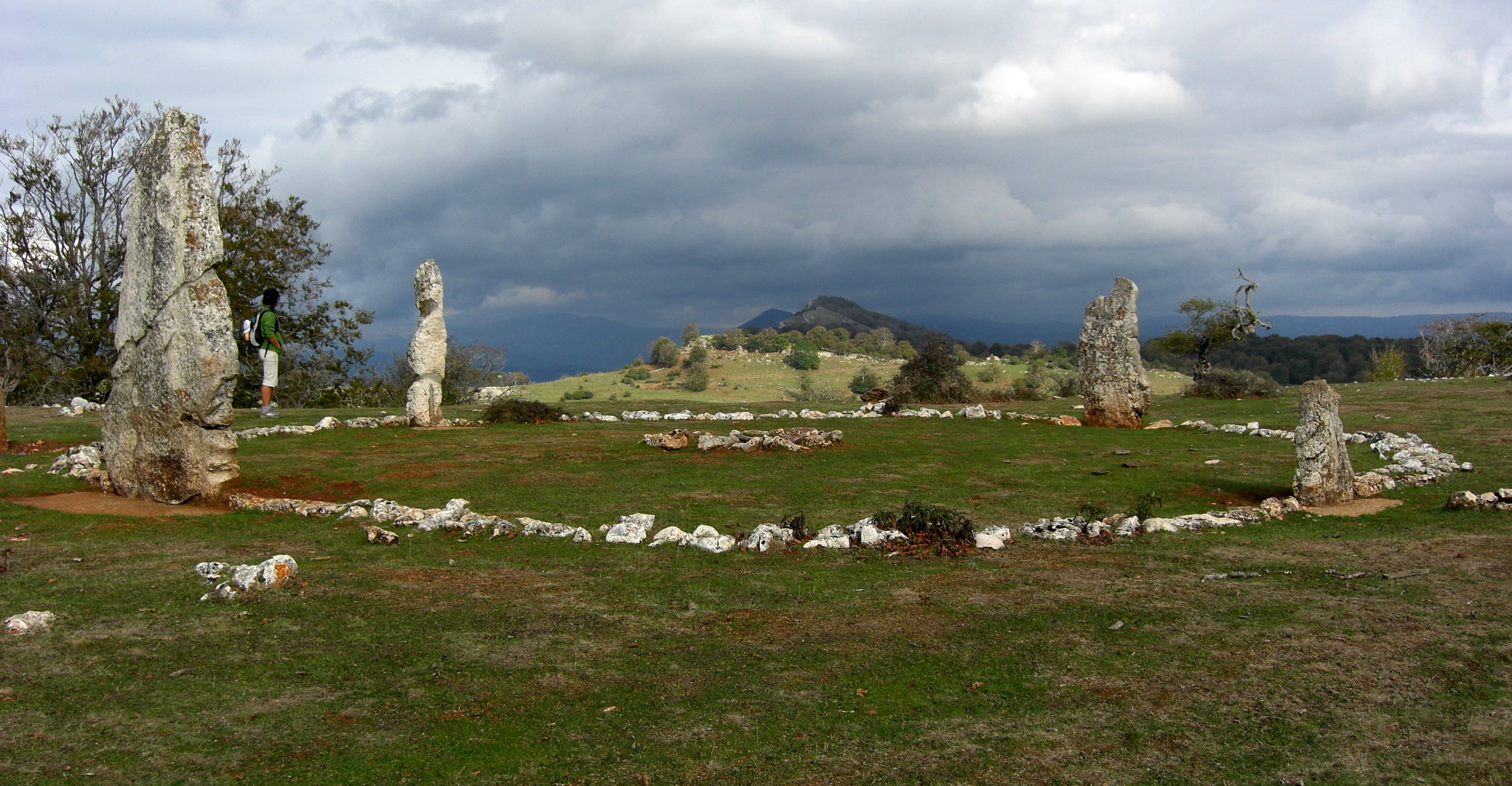
Harrespil in Álava

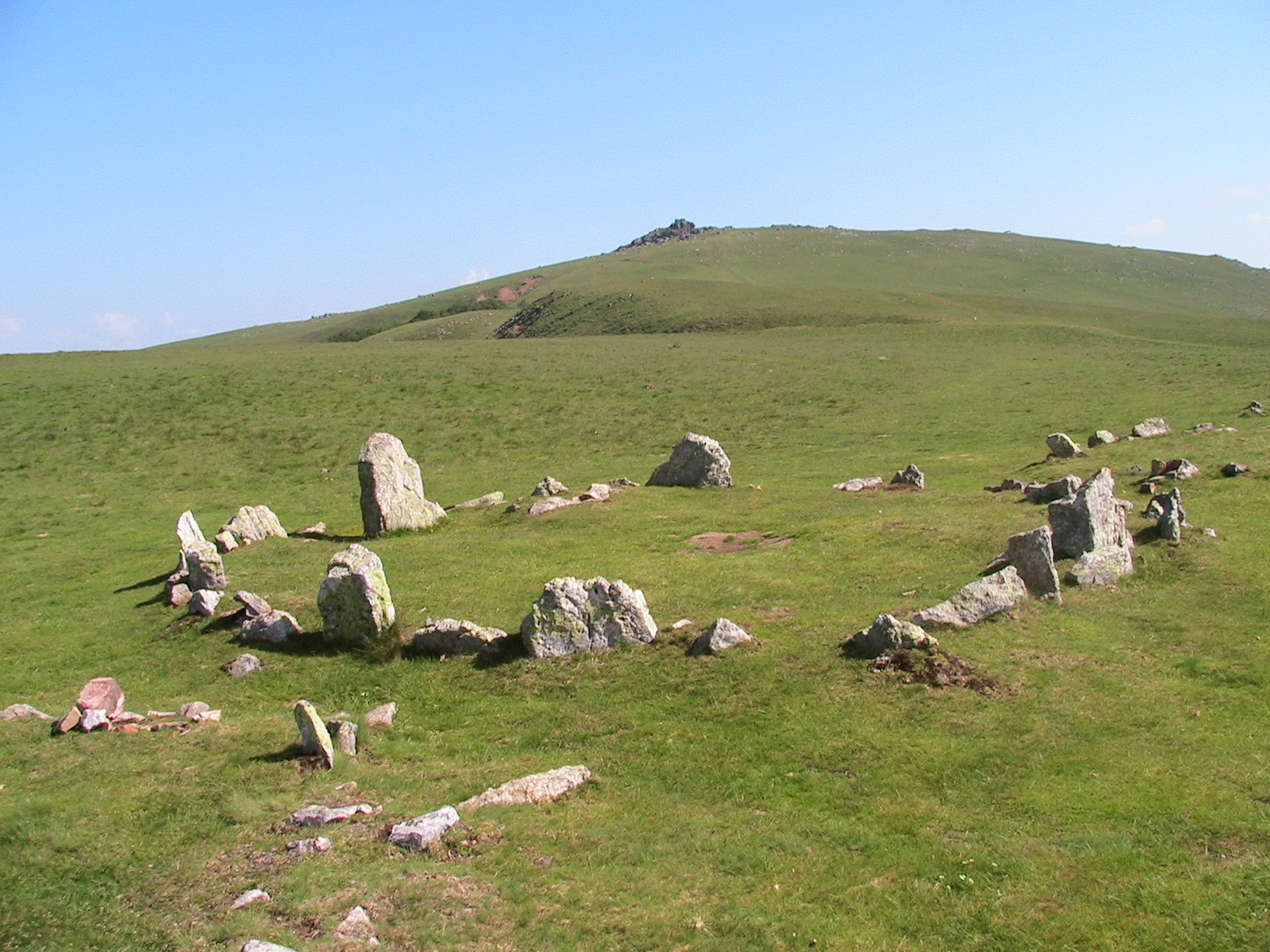
Harrespil in Baskenland

Harrespil is de Baskische benaming voor een type steencirkel. Dit type steencirkel wordt voornamelijk aangetroffen in de bergen van Baskenland.
De harrespils dateren uit de bronstijd. Ze verschenen in verschillende necropolissen van 5 tot 20 monumenten. De harrespils werden gebouwd tot in de ijzertijd. Deze begraafplaatsen waren anders dan de begraafplaatsen die voor die tijd werden gebruikt, zoals tijdens de urnenveldencultuur.
Opvallender dan de grootte van de stenen is de manier van bouwen. De harrespil wordt gevormd door een rechthoekige steenkist, gemaakt van platte stenen, met daarin de as van de doden en een steencirkel. Deze steencirkel heeft een diameter van 5 of 6 meter. De steenkist heeft een grootte van 60 centimeter bij 1 meter en wordt afgedekt door een steen.
Deze harrespils werden gebruikt naast grafheuvels. Soms werden beide bouwtypen in één grafmonument gebruikt, zoals bij Zaho II, waar de harrespil onder een grafheuvel is begraven. Rond deze grafheuvel is een tweede steencirkel gebouwd. In Millagate IV wordt alleen het buitenste gedeelte gevormd door een steencirkel. Het centrale deel wordt bedekt met een grafheuvel.
Volgens archeoloog Xavier Penalver vormt de rivier de Leizarán een grens tussen twee culturen in de ijzertijd.
Een harrespil wordt ook wel baratz genoemd, Baskisch voor tuin en traditioneel gebruikt als benaming voor prehistorische necropolissen. De bouw van harrespils wordt toegeschreven aan de Jentil (jentilbaratz). De Jentil zou ook verantwoordelijk zijn voor de bouw van de jentilarriak (dolmen).

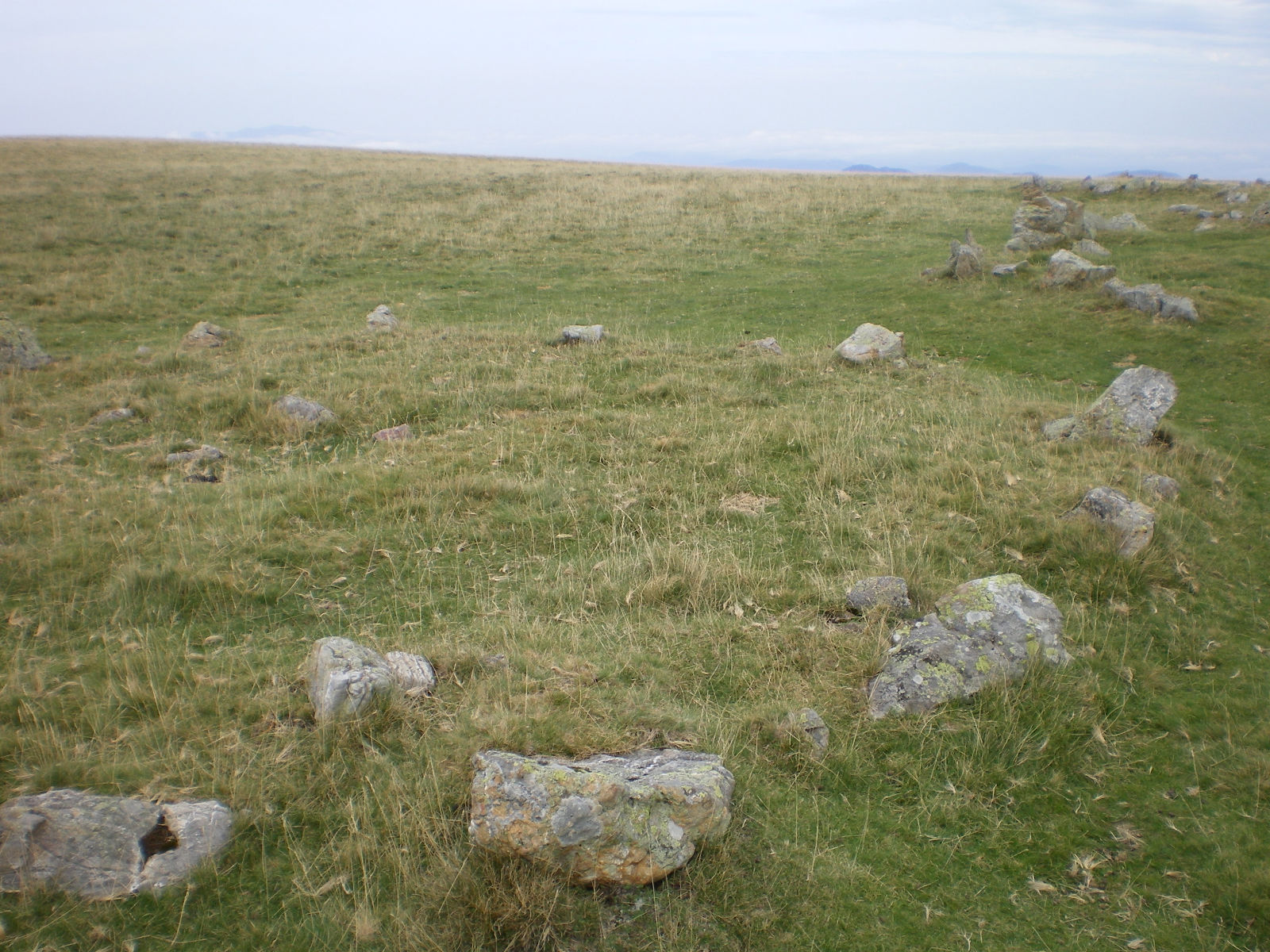
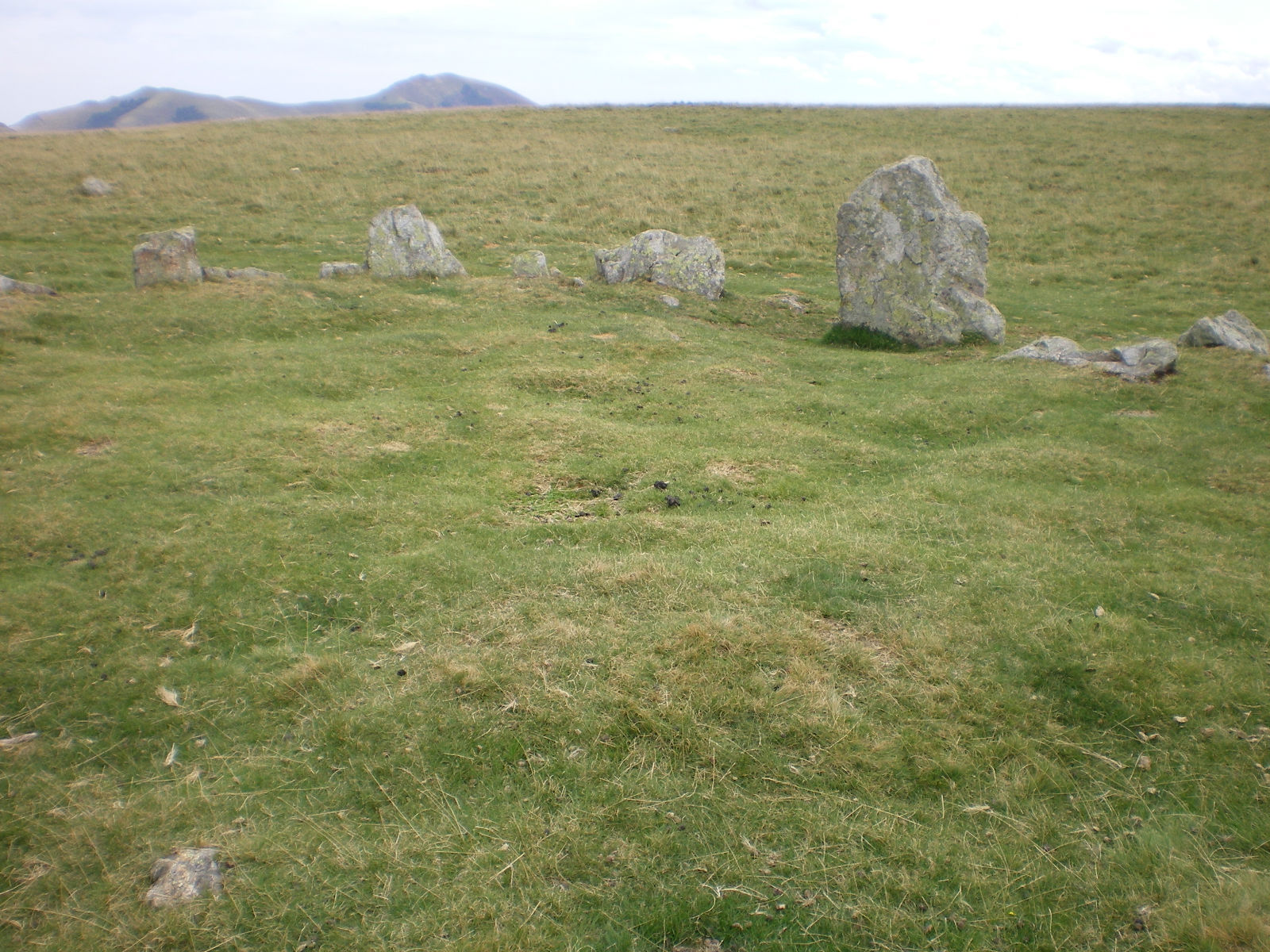
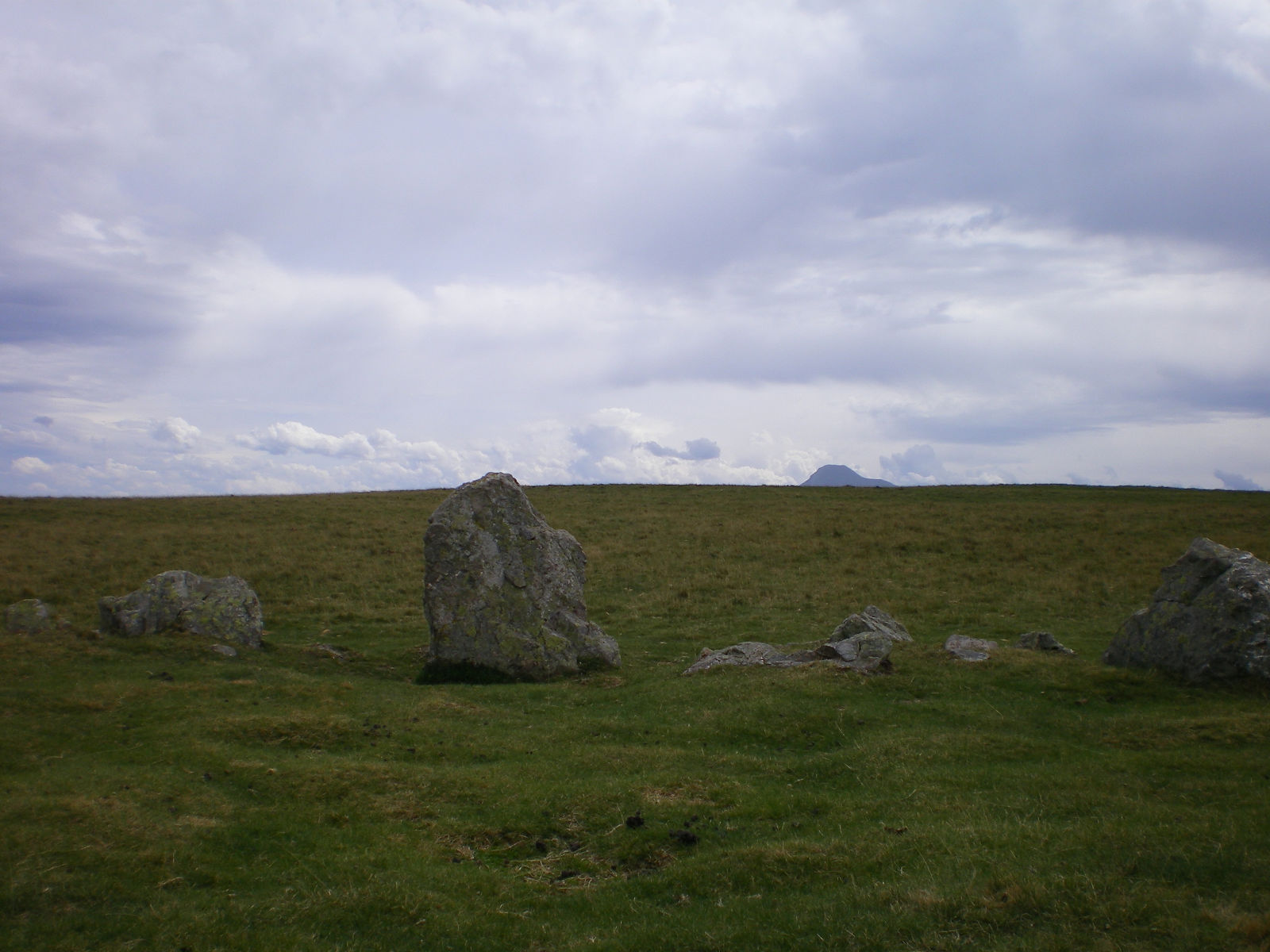
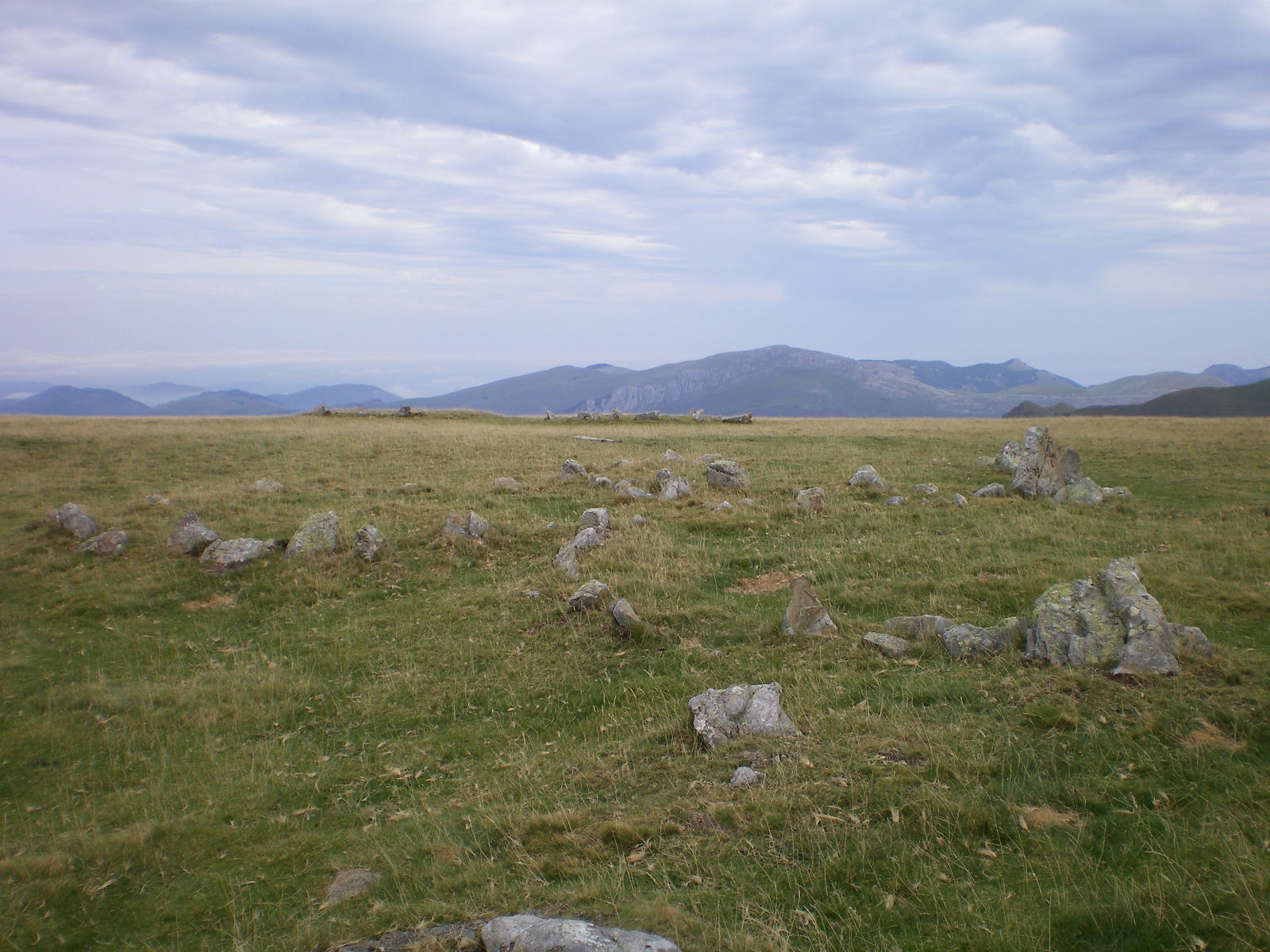
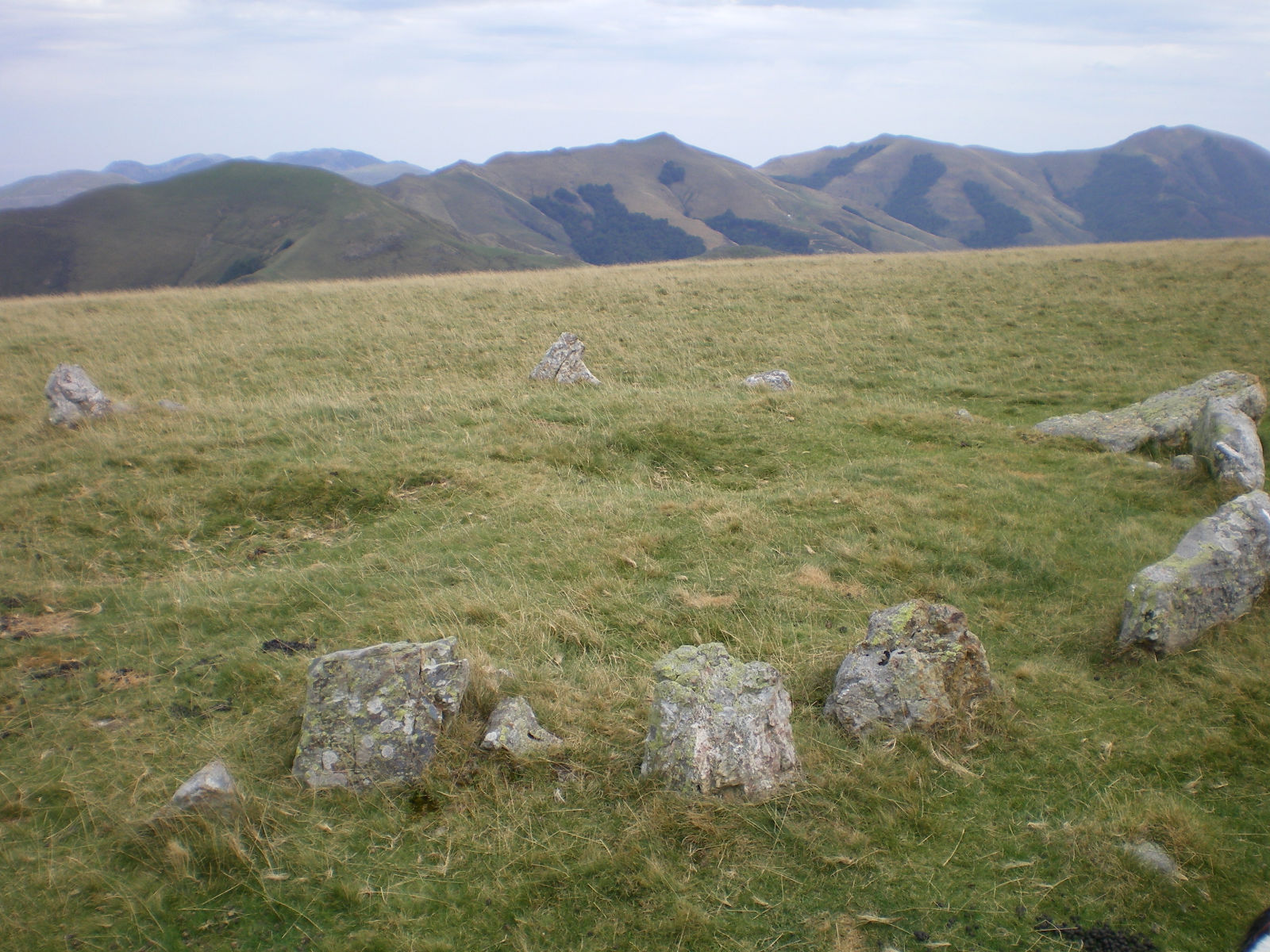